# Irish Open 1960
Die Irish Open 1960 waren die 47. Austragung dieser internationalen Meisterschaften von Irland im Badminton. Sie fanden im Februar 1960 in der Whitehall Road in Dublin statt.

## Finalresultate
| Disziplin    | Sieger                       | Finalist                           | Ergebnis           |
| ------------ | ---------------------------- | ---------------------------------- | ------------------ |
| Herreneinzel | Robert McCoig                | Frank Shannon                      | 15–6, 15–10        |
| Dameneinzel  | Mary O’Sullivan              | Wilma Tyre                         | 11–8, 8–11, 11–9   |
| Herrendoppel | Robert McCoig Frank Shannon  | Graham Henderson Charles McCormack | 15–7, 15–10        |
| Damendoppel  | Yvonne Kelly Mary O’Sullivan | Wilma Tyre Catherine Dunglison     | 15–11, 13–15, 15–7 |
| Mixed        | Robert McCoig Wilma Tyre     | Charles McCormack Yvonne Kelly     | 15–13, 15–8        |